# Dark Seed II
Dark Seed II è un'avventura grafica per diverse piattaforme. Il gioco, prodotto dalla Cyberdreams, è il prosieguo di Dark Seed. In esso il protagonista, Mike Dawson, trasferitosi in una piccola cittadina per ricominciare una vita normale dopo le terribili esperienze del primo episodio, viene ricontattato da alcuni abitanti del Mondo Oscuro che richiedono il suo aiuto per scacciare nuovamente gli Antichi, esseri alieni che vogliono conquistare il Mondo Oscuro per poi passare nel Mondo Normale. Questa volta sarà il Cambiaforma, un essere capace di attraversare i portali tra i due mondi, a dar filo da torcere al protagonista.
Il gioco, dal finale inaspettato, si svolge in ambienti ispirati alle opere dell'artista del macabro Hans Ruedi Giger.